# Buchy (Senna Marittima)
Buchy è un comune francese di 1 503 abitanti situato nel dipartimento della Senna Marittima nella regione della Normandia.

## Società

### Evoluzione demografica
Abitanti censiti